# コーカソイド
| ネグロイド人種 ブッシュマン ネグロイドコーカソイド人種 地中海人種 北方人種 | オーストラロイド人種 ネグリト オーストラロイドモンゴロイド人種 ポリネシアン モンゴロイド (A) モンゴロイド (B) モンゴロイド (C) エスキモー |

| コーカソイド: アーリア人 セム人 ハム人 ネグロイド: アフリカン・ネグロ コイコイ人 メラネシア人 ネグリト アボリジニ Uncertain: ドラヴィダ人 & シンハラ人 | モンゴロイド: 北部モンゴロイド 漢民族 & インドシナ人 日本人 & 朝鮮人 チベット人 & ビルマ人 マレー人 ポリネシア人 マオリ人 ミクロネシア人 エスキモー & イヌイット アメリンド |

コーカソイド（Caucasoid, Caucasian）とは、身体的特徴に基づく歴史的人種分類概念の一つである。現代でも便宜的に用いられることはあるが、科学的に有効な概念とは見なされていない。
ヨーロッパ、北アフリカ、西アジア（北部）、中央アジア、インド（北部）の在来の住民が、この人種カテゴリーに分類された。元来は、コーカソイドとは、カスピ海と黒海に挟まれたところに位置する「コーカサス」（カフカース地方）に「…のような」を意味する接尾語の「 -oid」 をつけた造語で、「コーカサス出自の人種」という意味である。

## 由来
元々はドイツの哲学者クリストフ・マイナースが提唱した用語であった。その影響を受けたドイツの医師ヨハン・フリードリヒ・ブルーメンバッハは生物学上の理論として五大人種説を唱え、ヨーロッパに住む人々を「コーカシア」と定義した。ジョルジュ・キュヴィエはヨーロッパ人とアラブ人をコーカソイドに分類し、その高弟アンドレ・デュメリルもコーカソイドをアラブ・ヨーロッパ人とした。
人類学が成立したヨーロッパはキリスト教圏であり、ユダヤ・キリスト教に由来する価値観が重んじられていた。ヨーロッパのキリスト教徒にとって、『創世記』のノアの方舟でアララト山にたどり着いたノアの息子たちは現在の人類の始祖であった。人類学の父とされるブルーメンバッハをはじめとするヨーロッパ人学者たちは、アララト山のあるコーカサスに関心を抱いていた。また、『旧約聖書』の創世記1〜6章では、白い色は光・昼・人・善を表し、黒い色は闇・夜・獣・悪を表していた。

## 定義とその変遷
コーカソイドとはヨーロッパ人がキリスト教的価値観に基づいて自己を定義するために創出された概念である。
戦後しばらくまでの人類学は科学的・客観的根拠に乏しい、偏見や先入観に満ちた内容であることが多く、人種差別的な思想を多分に含んでいた。事実、提唱者であるブルーメンバッハもさまざまな人間の集団の中で「コーカサス出身」の「白い肌の人々」が最も美しい、人間集団の「基本形」で、他の4つの人類集団はそれから「退化」したものだと考えていた。つまり最初の時点で白人至上主義的な考えが基盤に存在していたのである。その後、他の人類学者によって（白人が他に優越しているという原則の上で）コーカソイドをさらに細分化しての分類が試みられた。ウィリアム・Z・リプリーによる北方人種・地中海人種・アルプス人種の三分類などが有名である他、東ヨーロッパ人種・ディナール人種という分類も存在する。
初期の人類学の人種判別は外見の違い（特に肌の色）による判断という、かなり主観的かつ原始的な考察を頼りとしていた。また上述されている通りキリスト教への信仰心が深く関与している概念であり、風貌的に似通っていてもユダヤ教やイスラム教といった異教徒である場合は意図的に範囲から除外された。
人種分類はその性質上、優生学などの差別的な思想と結び付きやすく、実際にクー・クラックス・クランやナチスのような勢力を生み出す遠因となった。そのため、現在の生物学における人種に関する研究は、現生人類（ホモ・サピエンス）は一種一亜種であるという前提の上で慎重に行われている。あくまで人種とは現生人類の遺伝的多様性の地域的・個体群的偏りに過ぎず、人種相互に明瞭な境界はないとする。
なお、近年の国際的な学会では、人種分類としてのコーカソイドという名称から、地域集団の一つとしての「西ユーラシア人」という名称が一般的になりつつある（詳しくは人種を参照）。それは後述のように、コーカソイドには濃い目の肌の色を持つ人々もいるためである。「コーカソイド」は、日本語中での用法は白人・白色人種のヨーロッパ風の表現として認識されることが多い。

## 特徴

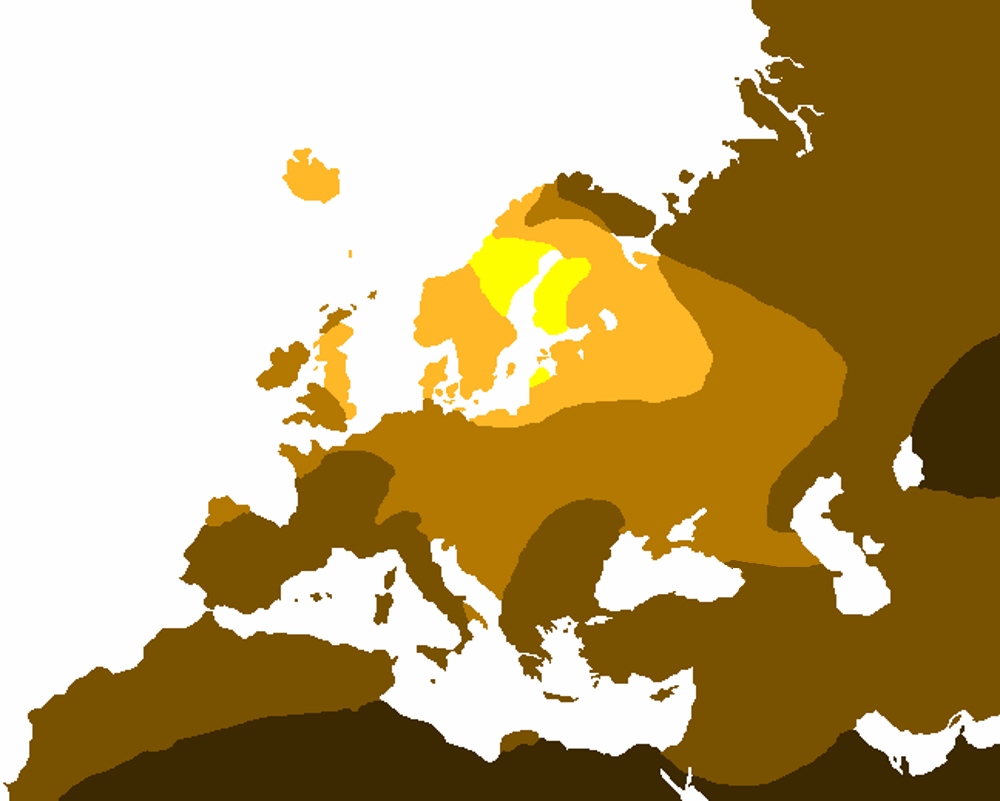
セント・アンドルーズ大学が発表した金髪の分布図（2006年）:
80—100%
50—79%
20—49%
1—19%
1%未満

Felix von Luschan による肌の色のカラーチャート

各地域における先住民の肌色（フェリックス・ルスチャン）

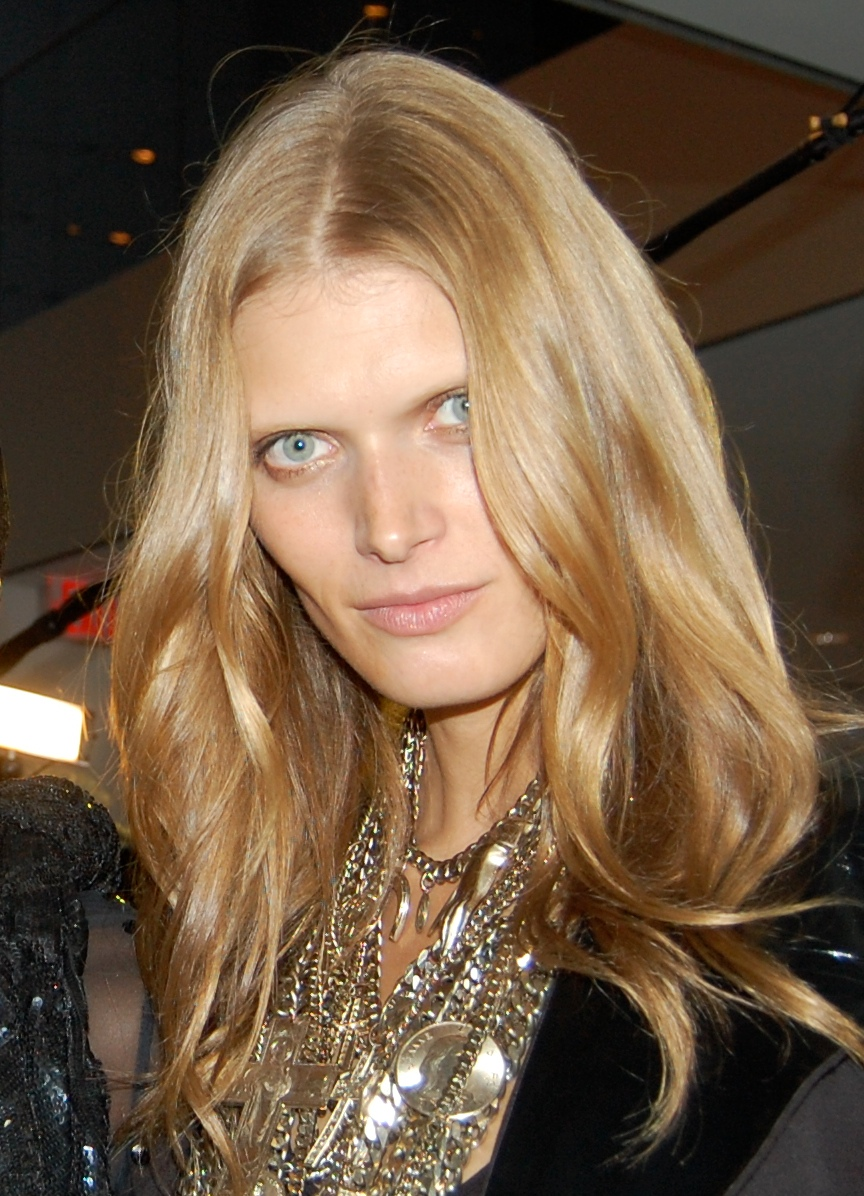
金髪碧眼のコーカソイドの女性

モンゴロイドやネグロイドにも言えるが、コーカソイドもまた非常に広い範囲に分布しているため、人種的特徴は一概に言えない。

### 眼
- 瞼は二重の割合が98%である。その為平均的にモンゴロイドよりも顔の中で目の占める面積が大きい（目が大きい）[4]。
- 虹彩の色が多種多様で最も暗い茶色から最も明るい青色まで幅広く存在する。

### 鼻
- 鼻が顔の中央にあり縦方向に大きいが横方向には狭い。このため、モンゴロイドと比べ平均的に正面から見た時に顔を占める鼻の面積が狭くなる（鼻幅が狭い）[5]。
- おでこ（眉間上部）より立体的に鼻が垂れ下がっている者が存在する。そのため目元がくぼんで見える。

### 頭部
- 個体差が大きい。
- 正面から見た時の大きさは小さい(いわゆる小顔)[5]。
- 前額部が突出している。
- 類人猿にみられる眼窩上隆起の名残である眉上弓は盛り上がっており目に影がかかって窪んでいるように見える、いわゆる「彫りが深い」。
- 頭髪の色が多種多様。メラニン色素形成は年齢によって変わるが、最も明るい金髪や赤毛から暗い黒髪まで存在する。また髪と虹彩の明るさは必ずしも関連しない[6]。
- 毛髪は丸くて細い。そのためウェーブ（天然パーマ・クセ毛）が多く、他人種と比べ白人男性は禿げやすい。

### 皮膚
- 体毛や髭が多いといった、ホモ・サピエンスの原型であるネグロイドよりかけ離れた遺伝的特徴を持つ。
- 肌の色は「白人」の名称の由来の一つではあるが、薄褐色～褐色の個体が最多数派を形成する。
  - もともと人類の皮膚色は濃かったのにもかかわらず（熱帯で産まれた人類は毛皮のかわりに紫外線から身体を保護するためにメラニン色素を沈着した）、白人がなぜ薄い皮膚色をしているのかについては諸説あるが、分子人類学者の尾本恵一の説によれば、コーカソイドの祖先集団は約一万五千年前の後氷期にインドから北西へ向かったが、当時の気候は氷河の溶ける水分蒸発により曇り空が多く、太陽光線は弱かった。そのため過剰な紫外線から体を保護するメラニン色素の厚い層は不要になった。一方、紫外線を浴びることが少ないと人類はビタミンDの不足に陥るため、紫外線の少ない環境下では、メラニン色素の産出にあずかる遺伝子の突然変異によって皮膚色が薄くなった個体・集団が有利となった。図にもあるようにヨーロッパにおける淡色頭髪の出現頻度が最も高い地域はスウェーデンやフィンランドなどの北欧地域である[7]。
- アポクリン腺が多く、体臭が強い。

### 体格
- 肩の位置が胸より後ろにあるために、大胸筋が前方へ突出しているように見える。
- 体格は個体差が大きい。
- これも地域によって差があるが、概ねモンゴロイド系に属する諸民族の平均身長よりも高く、世界の平均身長上位30位は全て欧米で埋まっている[8]。しかし、中世東欧人の平均身長は150cm程度と低い、北部がコーカソイドであるインドの平均身長は低く、欧米の豊かな栄養状態など後天的な要素が大きいともいわれる（ただ、北インドの中部・南部の住民は小柄だが、これらの地域のインド人はドラヴィダ人などと混血している。インド半島中南部のドラヴィダ系が多く住む地域から遠く、他の人種・民族との混血の度合いが低いインド・パキスタン北部のパンジャブ人などは比較的長身である）。

## 分布の歴史
アフリカ大陸で誕生した現生人類は、アラビア半島経由でユーラシア大陸に進出し、大陸全域に居住地域を拡大する。このうちコーカソイドはユーラシア大陸のイラン付近から中東、ヨーロッパに移動していた人々の末裔である。クロマニョン人はコーカソイドの直接の祖先と考えられる。
15世紀以降は特にヨーロッパ系コーカソイドが征服地への入植により大きく居住地域を拡大し、世界的に拡散した。

## 遺伝的傾向
白人（コーカソイド）とアジア人（モンゴロイド）が混血した場合、顔の外見（形質）は白人（コーカソイド）の特徴が優性して遺伝する。しかし、南アジア系の遺伝子が混ざると南アジア的要素が強く優先的にでやすい。

## 遺伝子

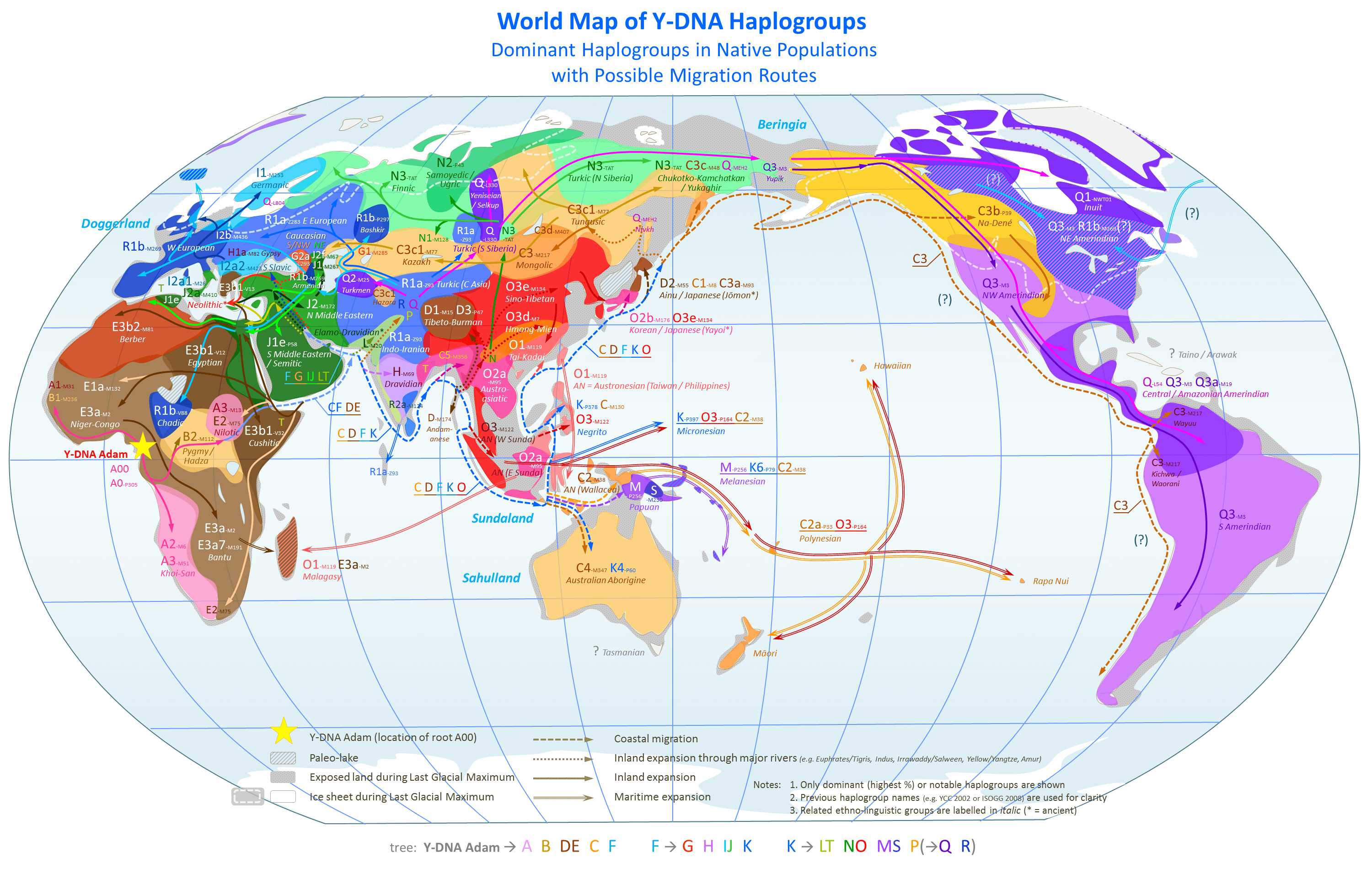
Y染色体ハプログループの拡散と人種

コーカソイドは出アフリカ後にイラン付近から中東・ヨーロッパに至る「西ルート」をとった集団である。コーカソイド人種を特徴づけるY染色体ハプログループとしてG、I、J、Rなどが挙げられる。
- ハプログループGはコーカサスで高頻度でみられる。1991年にイタリア・オーストリア国境のエッツ渓谷で発見された約5,300年前の凍結ミイラ・アイスマンのY染色体ハプログループは、G2a2a1b（G-L91）であることが判明した[10]。

- ハプログループIはヨーロッパ大陸最古層の系統であると考えられ、クロマニョン人もハプログループI2aであることが判明している。
  - I1系統は北欧で高頻度、西欧やブリテン島で中頻度。I1系統の分布率と金髪や碧眼の分布率は相関しており、ゲルマン系民族と関連深い。
  - I2系統はバルカン半島で高頻度。

- ハプログループJはアラビア半島で高頻度、南欧や地中海地域、中央アジアで中頻度。アラブ系民族に多く見られる。

- ハプログループRはコーカソイドのほぼ全てで見られる。系統別に見ると、東アジア系のハプログループOと並んで現代人類において最も帰属人口の多い系統である。
  - R1a系統は東欧やペルシャ系民族で高頻度。北欧で中頻度。インドから中央アジア、ヨーロッパまでの西ユーラシア全域で一般的に見られるため、R1a系統が印欧語族サテム語派の担い手であると考えられる。
  - R1b系統は西欧やブリテン島、イベリア半島で高頻度、北欧で中頻度。その他ヨーロッパ大陸全域で一般的な系統であるが、R1a系統とは異なりヨーロッパ以外のコーカソイドにはあまり見られない。印欧語族ケントゥム語派の担い手であると考えられる。バスク人やケルト系民族で特に多く見られる。R1b系統の分布と赤毛の分布は相関している[11]。

## 伝統的な下位分類
- 北方人種：北ヨーロッパに居住。明色の体表、中頭、長身。ハプログループI1と関連。
- ラップ人種：北ヨーロッパに居住。背が小さく、腕脚も短い。ハプログループNと関連。
- 東ヨーロッパ人種：東ヨーロッパに居住。極めて薄い体表の色素、短頭。ハプログループR1aと関連。
- アルプス人種：アルプス地方を中心とした中部ヨーロッパに居住。明色の体表、短頭、ずんぐりした体つき。ハプログループR1bと関連。
- ディナール人種：バルカン半島に居住。濃色の毛髪と虹彩、短頭、長身。ハプログループI2と関連。
- 地中海人種：地中海周辺に居住。やや浅黒い皮膚、濃色の虹彩、黒髪、長頭。ハプログループE1b1bと関連。
- アルメノイド（アナトリア人種）：西南アジアに居住。短頭、肉厚な鼻。ハプログループJ2と関連。
- 南東人種：アラビア半島に居住。浅黒い皮膚、濃色の虹彩と毛髪、ほっそりした体つき。ハプログループJ1と関連。
- インド・アフガン人種：イラン、アフガニスタン、インド北部に居住。濃い体表の色素、やや幅広い鼻。ハプログループR1aと関連。
- トゥラン人種(ツラン人種)：中央アジアに居住。中位の身長で極度に頭が丸い。ハプログループC2と関連。
- 北部ハム人種：北アフリカに居住。
- 東部ハム人種：

## 他人種との関わり
モンゴル帝国の西進およびムガル帝国の南進によって、東ヨーロッパやロシアおよび中央アジア、南アジアの一部がモンゴロイドの支配下に置かれた。その際征服された地域では、顕著ではないものの混血が認められる。ロシアは何百年もの間テュルク系国家(トゥラン人種)やモンゴルによって征服されたため混血は多かった。ただし、それらのモンゴロイドは遊牧民族であるため土着の農耕民より人口が少なく、さほど混血の影響は高くないともされる。
なお、ここでは中世以前におけるコーカソイドと他人種との混血についてのみ記述し、大航海時代以降のヨーロッパ人の移動に伴って生じた混血についてはここでは割愛する。

### 北アフリカ
アフリカ人はネグロイドに分類されるが、北東部アフリカはサハラ砂漠以南の西南部アフリカ（ブラックアフリカ）とは異なった遺伝子的特徴を持っている。スーダン南部に広がる大湿地帯のボトルネック効果と中世以降のアラブ人による入植のためで、北アフリカの先住民であるベルベル人(北部ハム人種)はコーカソイド系に属すとされる。ただし、ベルベル人など北アフリカの民族にはネグロイド系のY染色体ハプログループE1b1bが高頻度でみられるなど、他のコーカソイドと異なる特徴もあり、ネグロイドとの混血が示唆される。
さらにエチオピアの主要民族であるソマリ族（エチオピア人種）も、古くからベルベル系とネグロイド系の混血で構成されている。

### 東欧
東欧ではハンガリー人（マジャール人）がモンゴロイド（黄色人種）であるフン族の子孫であるという説が存在する。また、ハンガリー語は、モンゴロイド系のウラル語族に属し、同じくモンゴロイド系のテュルク系民族との混血も多いとされる。ただ、ハンガリーという国名についてはフン族との関連を連想させるが、「ハンガリー」の語源については諸説あるものの、「フン族」との間に特別の因果関係はないと考えられている。フン族は離散集合を繰り返す部族連合体であり、全員が必ずしもモンゴロイド系とは言えないとする見方もある。ただ、フン族の首長アッティラと会見したローマ側の使節（ローマカトリック教会の僧侶）による報告書では、「アッティラと彼を取り巻く将兵たちの目は小さくて、ひげが薄く、かつ身長も低く、胴長短足である」と記されていて、ヨーロッパ人が初めて見たモンゴロイドが奇怪な容貌に見えたことと、タタール人という言葉が、当時のキリスト教でいう「地獄のタルタロス」を連想させて、当時のヨーロッパ人が震撼し、恐怖心を一層つのらせたことが、今に伝えられた。それは、近代のヨーロッパをはじめとする白人社会における黄禍論に繋がっている。また、ブルガリアのブルガリア人は、モンゴロイドに属するテュルク系民族であるブルガール人の血を引くとされる。

### 北欧
フィンランド人（フィン人とイングリア人）やエストニア人とサーミ人とカレリア人とリーヴ人とヴェプス人もハンガリー同様にモンゴロイド起源説が唱えられ、実際に父系遺伝子は北東アジアから東アジア北部に起源を持つモンゴロイド系のハプログループNが中頻度～低頻度に見られるが、現在においてはハンガリー人（マジャール人）同様に、コーカソイドに区分されている。これは故郷から西進するにつれ現地のコーカソイドと著しく混合したため、もともと濃厚であったモンゴロイドの特徴を失ったためと考えられる。

### 南アジア
上記のムガル帝国による混血も含まれる。インドにおいては南部～スリランカ（シンハラ人、タミル人など）では、オーストラロイドである先住民のドラヴィダ人が、東部ではモンゴロイドのムンダ人が、北部のカシミール地方でもチベット人がコーカソイドのインド・アーリア人との混血が古くからあった。そのため世界でも珍しい三人種混血地域となっている。また、ネパール西部のタルー人なども該当する。モルディブでもインドネシア・マレー人種（インドシナ人種（古モンゴロイド系）とオーストラロイドの混血人種）とドラヴィダ人とアラブ系などがインド・アーリア人と混血している。

### 北アジア（シベリア）
北アジア（シベリア）においてもウラル語族のうちフィン・ウゴル系民族の大部分がモンゴロイドとコーカソイドと古くから混血している（サモエード系一部含む）。さらにテュルク系民族のタタール諸族もロシア系など東スラヴ系諸族との混血が古くからあり、西に行くほどテュルク系のコーカソイド種族が多い（モンゴル系民族、ツングース系民族一部含む）。

### 中央アジア
中央アジア（新疆ウイグル自治区含む）においてのトルキスタンに分布するテュルク系民族はモンゴロイドをベースにコーカソイドとの混血が古くからあった（タジク人含む）。

### 西アジア（西南アジア）
西アジア（西南アジア）では、トルコのトルコ人、アゼルバイジャンのアゼルバイジャン人などが該当し、こちらも現在ではテュルク系のコーカソイド種族に分類される。

### 東アジア（北東アジア）
東アジア（北東アジア）の北海道・樺太・千島列島に住むアイヌは、かつては白色人種に分類されることもあったが、大和民族・琉球民族に最も近い古モンゴロイドとされた。
さらに、遣唐使によって鑑真の弟子でイラン系（ペルシア系）に属するソグド人と見られる如宝などが渡日して、鑑真に随伴して日本に帰化したことからソグド系の一部が日本人と同化したともされる。『続日本紀』には「波斯人」の李密翳が日本に来て叙位を受けた記録があり、木簡で存在が確認された官吏の破斯清道はペルシア人であるという説がある。
また、モンゴル人やチベット人などは古来よりコーカソイド系民族と隣接しているため、コーカソイド系の遺伝子も数％確認されている。

### 東南アジア
ミャンマーの南部モンゴロイド（新モンゴロイドとインドシナ人種の混血人種）であるミャンマー人（ビルマ人）はベンガル人（インド・アーリア系）の一派ロヒンギャ人と、タイ南部とカンボジアおよびシンガポールとマレーシアとブルネイとインドネシアなどに分布するインドネシア・マレー人種の一部でもインド・アーリア人との混血があった。さらに、フィリピンでもスペイン王国の統治時代にスペイン人とインドネシア・マレー人種の一部との混血があった（メスチーソを参照）。